# موتورشکاری
موتورشکاری یک منطقهٔ مسکونی در ایران است که در دهستان اسماعیل‌آباد (خاش) واقع شده‌است.